# Bellamya contracta
Bellamya contracta е вид охлюв от семейство Viviparidae. Видът е застрашен от изчезване.

## Разпространение и местообитание
Разпространен е в Демократична република Конго.
Обитава сладководни басейни и потоци.